# Las Lomitas, Mexiko
Las Lomitas är en ort i Mexiko.   Den ligger i kommunen Cotaxtla och delstaten Veracruz, i den sydöstra delen av landet, 280 km öster om huvudstaden Mexico City. Las Lomitas ligger 137 meter över havet och antalet invånare är 145.
Terrängen runt Las Lomitas är lite kuperad, och sluttar brant österut. Runt Las Lomitas är det ganska glesbefolkat, med 42 invånare per kvadratkilometer. Närmaste större samhälle är Soledad de Doblado, 15,4 km norr om Las Lomitas. Omgivningarna runt Las Lomitas är en mosaik av jordbruksmark och naturlig växtlighet.